# Pavel Franc
Pavel Franc (* 1978 Brno) je český právník, nositel Ceny Josefa Vavrouška.
Absolvent Právnické fakulty Masarykovy univerzity v Brně. Od roku 1998 členem Ekologického právního servisu (nyní Frank Bold), od roku 2010 je jeho programovým ředitelem. V letech 2001 až 2009 pracoval jako vedoucí programu "GARDE – Globální odpovědnost“. Věnoval se řadě významných právních kauz – zastupoval např. sedláka Jana Rajtera ve sporu o půdu proti mexické firmě Nemak, obhajoval práva ekozemědělců ve sporu se potravinářským koncernem Danone, jež na svých jogurtech zneužívala chráněnou značku Bio.
Pavel Franc je spoluzakladatelem Trastu pro ekonomiku a společnost. Autorsky se podílel na výstavě fotografa Ibry Ibrahimoviče „Příběh sedláka Rajtera – od kolektivizace ke globalizaci“, která získala hlavní cenu a cenu ve své kategorii v soutěži Czech Press Photo 2003.
V červnu 2007 získal Cenu Josefa Vavrouška za rok 2006.